# Ютта фон Бабенберг
Ютта фон Бабенберг (нім. Jutta von Babenberg, італ. Giuditta di Babenberg; близько 1115, Відень — після 1178, Казале-Монферрато) — австрійська принцеса з дому Бабенбергів, дочка святого Леопольда III, маркграфа Австрії та Агнеси фон Вайблінген; у шлюбі — маркграфиня Монферрато.

## Біографія
Ютта фон Бабенберг народилася у Відні, столиці маркграфства Австрія. Точна дата її народження не встановлена. Відомо, що вона народилася між 1110 та 1120 роками, тому умовно за дату її народження був прийнятий 1115 рік. Також існує кілька варіантів імені майбутньої маркграфині. Ютта — коротка форма імені Юдітта, або Юдит. Але в деяких джерелах вона називається Юліттою або Ітою.
Ютта фон Бабенберг була дочкою Леопольда III фон Бабенберга, маркграфа Австрії та Агнеси Франконської, дочки Генріха IV, імператора Священної Римської імперії. Її батько був канонізований Римсько-католицькою церквою і проголошений святим покровителем міста Відень і всієї Австрії. Вона була молодшою сестрою літописця Оттона Фрайзінгського та зведеною сестрою Конрада III, короля Німеччини. Фрідріх I Барбаросса доводився їй племінником.
В 1135 році вступила в шлюб з Гульєльмо V Алерамічі, маркграфом Монферрато. Через чоловіка вона припадала своячкою Людовіку VI Товстому, королю Франції. Її чоловік постійно брав участь у військових кампаніях того часу. Однак це не завадило їм стати багатодітною родиною.
Ютта фон Бабенберг померла після 1178 року, ймовірно в Казале-Монферрато.

## Родина
В сім'ї Гульєльмо V Алерамічі та Ютти фон Бабенберг народилися десятеро дітей: шестеро синів і чотири дочки.
- Гульєльмо Довгий Меч (1140—1177), граф Яффи та Аскалона, батько Балдуїна V, короля Єрусалиму.
- Коррадо I Алерамічі (1145—1192), сеньйор Тіра з 1187 року, маркграф Монферрато з 1191 року, король Єрусалиму в 1192 році.
- Боніфачо I Алерамічі (1150—1207), маркграф Монферрато з 1191 року, один з керівників IV хрестового походу, король Фессалоніки з 1204 року.
- Федеріко Алерамічі, єпископ Альби.
- Аделазія Алерамічі (1160—1232), дружина Манфредо II, маркграфа Салуццо.
- Райнері Алерамічі (1163—1182), кесар Візантії з 1180 року, чоловік Марії Комніної, дочки імператора Мануїла I Комніна.
- Агнеса Алерамічі (померла 1202), дружина Гвідо III Гверра, графа Гвіді, в 1180 році розлучилася і пішла в монастир.
- Оттоне Алерамічі (розум. 1251), кардинал, єпископ Порто.
- Беатріче Алерамічі, дружина Енріко I дель Карретто, маркграфа Савони.
- Дочка, невідома на ім'я, дружина маркграфа Оберто ді Маласпіна.